# Da Geração e da Corrupção

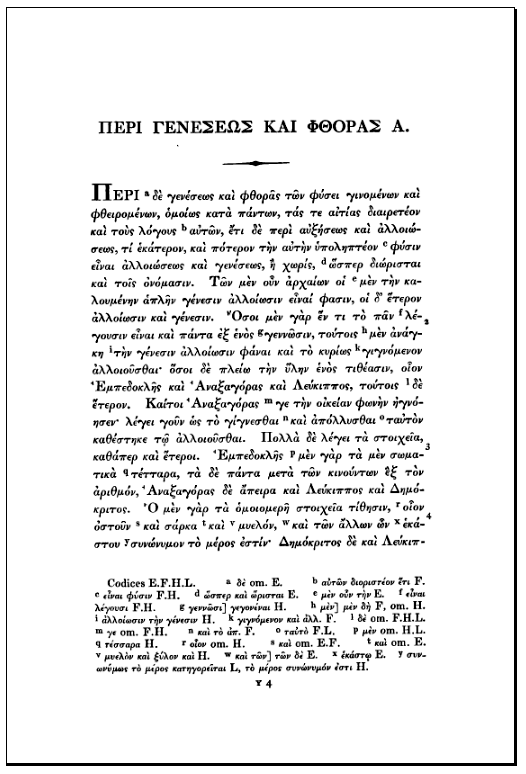
Da geração e corrupção e sua primeira página em grego.

Da geração e da corrupção (em grego antigo, Περὶ γενεσεως και φθορας, em latim De generatione et corruptione), também conhecido como Do Vir-a-ser e do Deixar-de-ser, é um texto do filósofo grego Aristóteles de Estagira. É composto por dois livros (I: 314a - 328b, II: 328b 26 - 338b) e não existem dúvidas acerca da autenticidade da obra. Com este nome, o texto é mencionado em dois catálogos da Antiguidade sobre Aristóteles: um de autoria anônima e no catálogo árabe de Ibn-el-Kifti e Ibn-el-Oseiba. O texto não é mencionado no catálogo de Diógenes Laércio.
O objetivo de Aristóteles nesta obra é analisar o problema do movimento, problema esse que remonta a Parmênides e Heráclito. Pertence aos seus tratados de questões físicas e explica processos que só ocorrem no mundo sublunar: geração e corrupção, ou seja, a passagem de "não-ser" para "ser" e a de "ser" para "não-ser"». A geração e a corrupção caracterizam o maior nível de transformação possível que pode afetar um ente na região sublunar. Neste trabalho, Aristóteles postula a existência da matéria-prima como a base das mudanças entre os quatro elementos e atribui todos os processos naturais de geração e corrupção ao caminho anual do Sol na eclíptica. Aristóteles faz uma distinção cuidadosa das outras formas de mudança (movimento), como o aumento, a diminuição, a alteração e a translação.
Segundo o filósofo:
"No que diz respeito à geração e à corrupção dos entes que se geram e se destroem por natureza, devemos distinguir, em todos eles do mesmo modo, suas causas e definições; ademais, é preciso determinar qual é o aumento e a alteração, e se por acaso se deve considerar que a alteração e a geração têm a mesma natureza ou se, pelo contrário, são diversas, tal como se diferenciam também quanto aos nomes que levam" (De Gen. et Corr., 314a).
Nesta obra, Aristóteles também apresenta sua famosa doutrina das quatro causas e dos quatro elementos (fogo, ar, água e terra). Combinadas, elas permitem explicar a geração e a corrupção e, além disso, fornecem elementos para a contestação do atomismo, teoria que o filósofo julgava equivocada.

## Traduções em português
Existem, em língua portuguesa, as seguintes traduções de Da geração e corrupção:
- ARISTÓTELES. Da geração e da corrupção seguido de Convite à filosofia. Tradução Renata Maria Pereira CORDEIRO. São Paulo: Landy Editora, 2001. 181p. ISBN 8587731297.
- ARISTÓTELES. Da geração e da corrupção. Tradução direta do grego e notas de Edson BINI. São Paulo: Edipro, 2016. ISBN 9788572839112